# Emanuel Schreiber
Emanuel Schreiber (13. prosince 1852, Lipník nad Bečvou – březen 1932, Chicago) byl rabín a publicista původem z Moravy.

## Život a činnost
Emanuel Schreiber získal vzdělání na ješivě v rodném Lipníku, poté navštěvoval rabínské semináře v Eisenstadtu a na univerzitě v Berlíně, a roku 1873 získal doktorát v Heidelbergu. O rok později byl jmenován učitelem na Samsonově škole ve Wolfenbüttelu a následně působil jako rabín v Elblagu (od roku 1875) a v Bonnu (od roku 1878).
V roce 1881 přijal pozvání do Spojených států do města Mobile, kde zůstal jako rabín do roku 1883. Následně byl zvolen rabínem v Denveru a později zastával tutéž pozici v Los Angeles (1885–1989), Little Rocku (1889–1891), Spokane (1891–92), Toledu (1892–97) a Youngstownu (1897–1899). Od roku 1899 byl rabínem kongregace Emanu-EL v Chicagu.
V letech 1876 až 1881 vydával časopis židovské komunity (pozdnější „Die Reform“), a v letech 1893 až 1896 „Chicago Occident“. Je rovněž autorem mnoha esejů pro židovský tisk.

## Publikace
- Die Principien des Judenthums Verglichen mit Denen des Christentums, Leipzig 1877
- Abraham Geiger, ib. 1879
- Erzählungen der Heiligen Schrift, 4th ed., Leipzig, 1880
- Die Selbstkritik der Juden, Berlin, 1880, und Leipzig, 1890
- Graetz’s Geschichtsbauerei, ib. 1881
- Der Talmud vom Standpunkt des Modernen Judenthums, ib. 1881;
- The Talmud, Denver, 1884
- Reform Judaism and Its Pioneers, Spokane, 1892
- Moses Bloch, a Biography, Chicago, 1894
- The Bible in the Light of Science, Pittsburg, 1897